# Capitulaciones del Imperio otomano

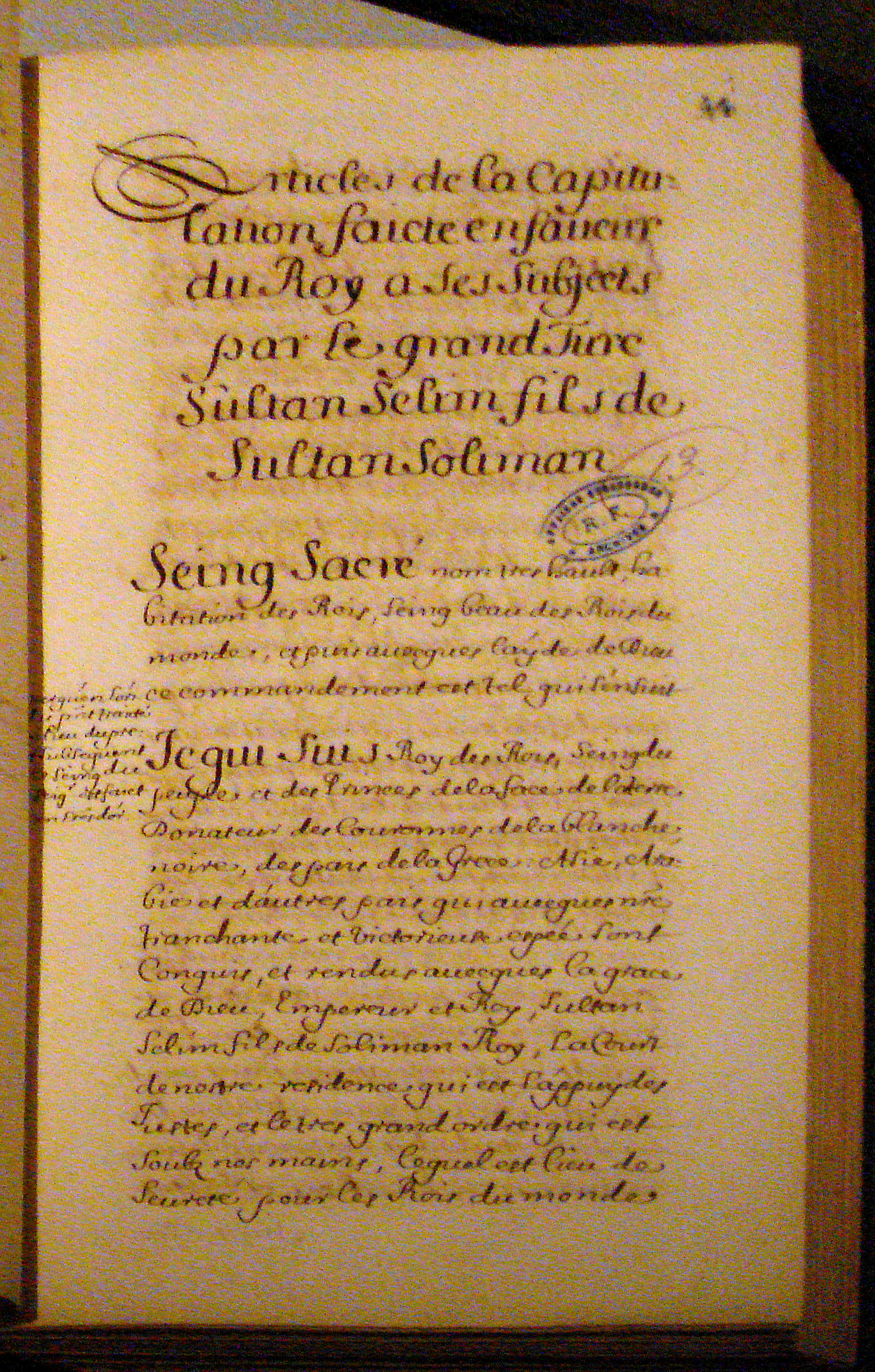
Copia del siglo XVI de las Capitulaciones de 1569 entre Carlos IX y Selim II.

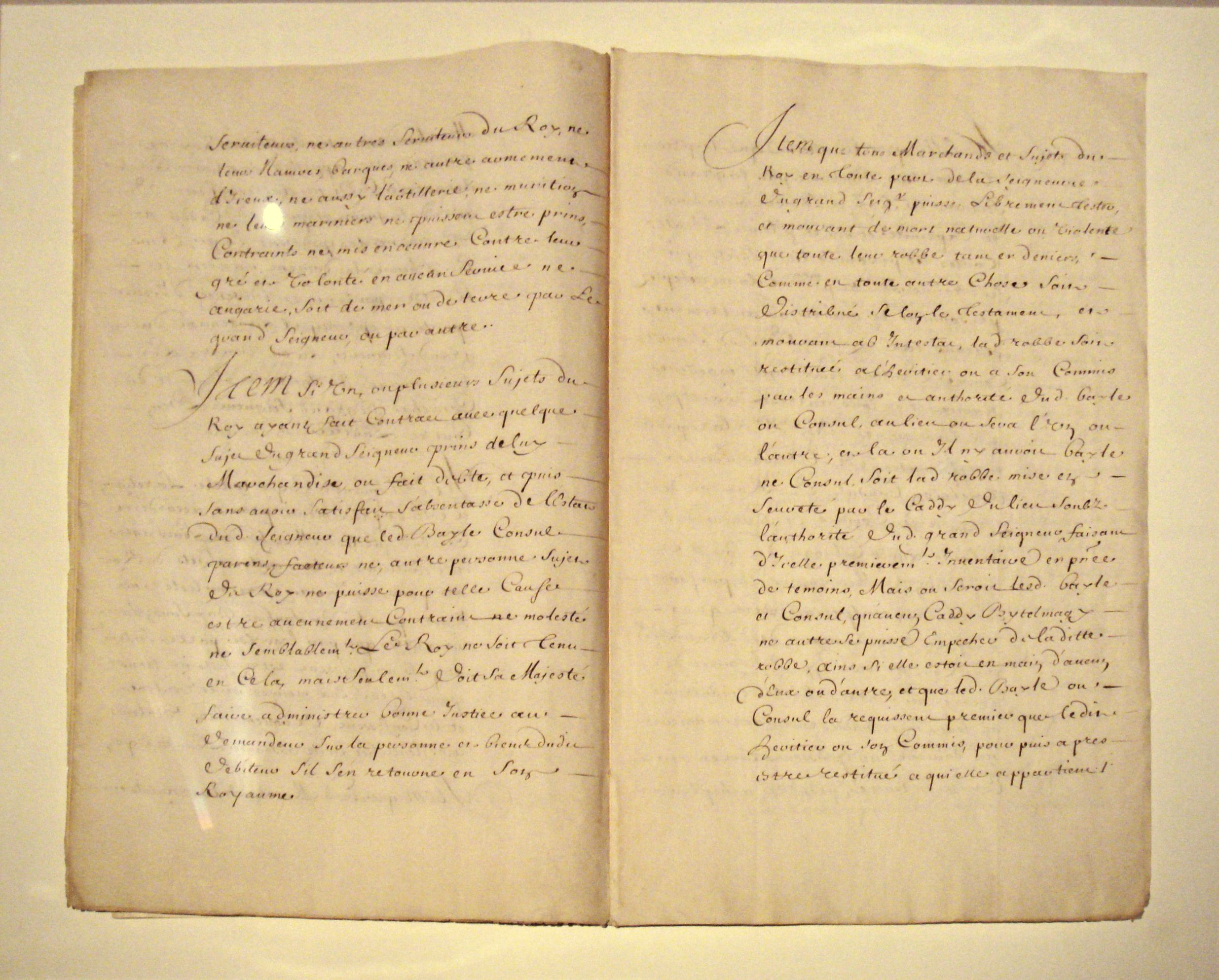
Borrador del Tratado o Capitulaciones de 1536 negociado entre el embajador francés Jean de La Forêt e Ibrahim Pasha, pocos días antes de su asesinato, ampliando a todo el Imperio Otomano los privilegios recibidos en Egipto de los mamelucos antes de 1518.

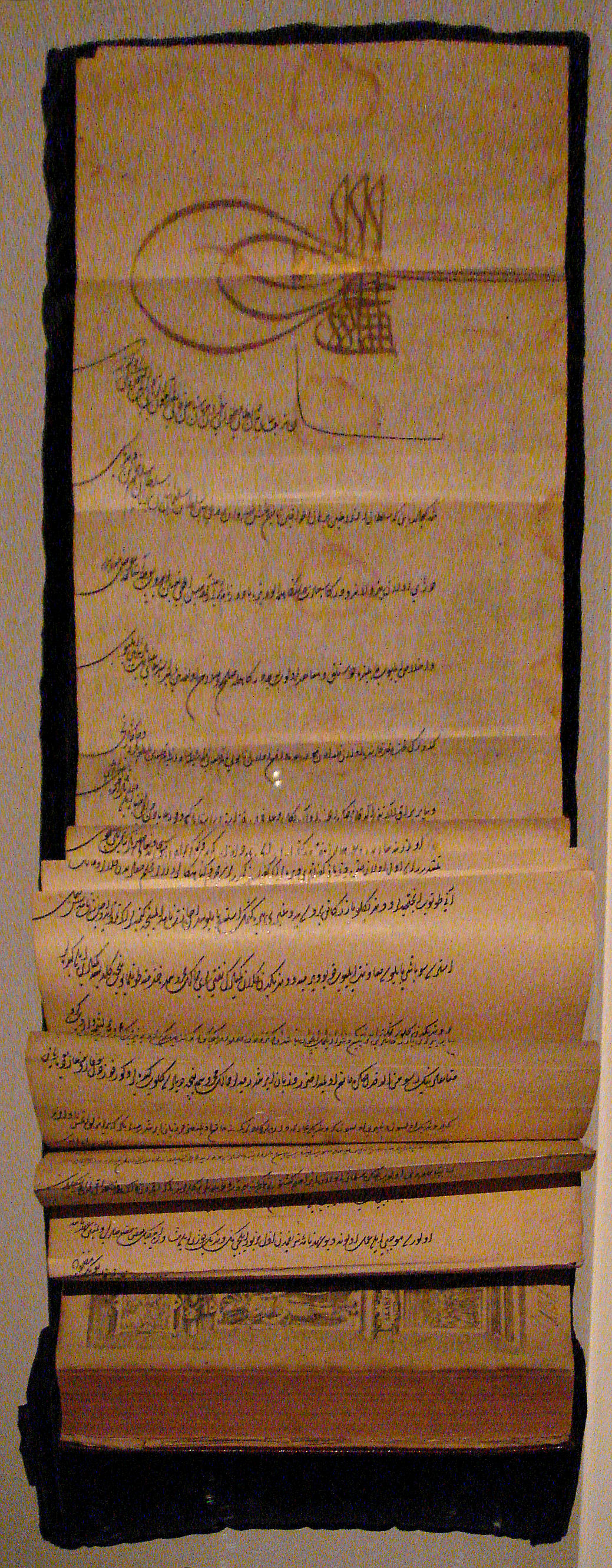
Capitulación que reabre el comercio entre Venecia y el Imperio otomano firmada el 2 de octubre de 1540, tras la batalla de Préveza.

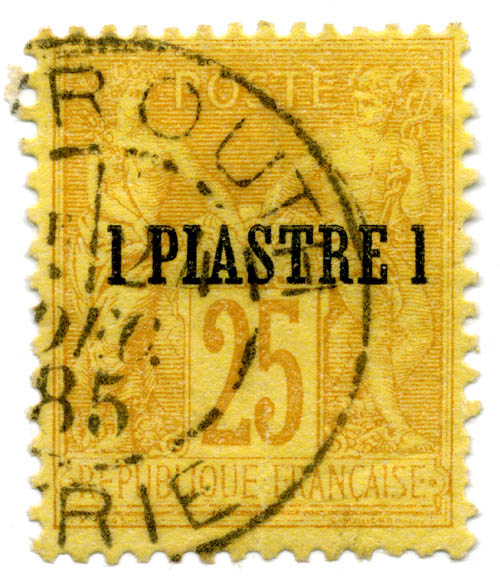
Sobreimpresión de 1 piastra en Type Sage de 25 céntimos, utilizada en la oficina de correos francesa, Beirut, en diciembre de 1885.

Las capitulaciones del Imperio Otomano fueron contratos entre el Imperio Otomano y varias otras potencias cristianas, particularmente Francia. Las capitulaciones turcas, o Ahidnâmes, eran generalmente actos bilaterales mediante los cuales cada parte contratante celebraba acuerdos definitivos con la otra, no meras concesiones.
Las Capitulaciones turcas fueron concesiones hechas por sucesivos sultanes a naciones cristianas, confiriendo derechos y privilegios a favor de sus súbditos residentes o comerciantes en los dominios otomanos, siguiendo la política hacia los estados europeos del Imperio Bizantino.
Según estas capitulaciones, los comerciantes que ingresaban al Imperio Otomano estaban exentos de procesamiento local, impuestos locales, servicio militar obligatorio local y registro de su domicilio.
Las capitulaciones se hicieron inicialmente durante el dominio militar del Imperio Otomano, para atraer y fomentar el intercambio comercial con los comerciantes occidentales. Sin embargo, después de que el dominio militar se trasladó a Europa, el Imperio Otomano concedió importantes ventajas económicas y políticas a las potencias europeas.

## Historia
En primera instancia, las capitulaciones se concedieron por separado a cada estado cristiano, empezando por los genoveses en 1453, que entablaron relaciones pacíficas con el Imperio Otomano. Posteriormente se obtuvieron nuevas capitulaciones que resumían en un solo documento las concesiones anteriores, y les añadían en términos generales lo que se había concedido a uno o más estados; una estipulación que se convirtió en un artículo de nación más favorecida.
Alrededor de 1535 Solimán el Magnífico hizo una capitulación respecto de Francia. Estos tratados facilitaron la entrada de productos terminados europeos a los mercados otomanos, otorgando ciertos privilegios fiscales y arancelarios a los comerciantes europeos, e incluso algunos derechos legales extraterritoriales para permitir que el cónsul francés ejerciera jurisdicción sobre las disputas que surgieran con los comerciantes franceses en lugar de los tribunales islámicos locales de la Sharia. En general, estos tratados no fueron desventajosos para el Imperio Otomano, mientras que los otomanos conservaron una ventaja militar superior.
Francia firmó su primer tratado de Capitulaciones con el sultanato mameluco en El Cairo en 1500, durante el reinado de Luis XII. Después de que los turcos conquistaran Egipto en la guerra otomano-mameluca (1516-1517), los otomanos mantuvieron las capitulaciones ante los franceses y las aplicaron a todo el imperio.
El tratado otomano-francés de 1740 marcó el apogeo de la influencia francesa en el Imperio Otomano en el siglo XVIII. En los años siguientes, los franceses ocuparon una posición indiscutible en el comercio del Levante y en el transporte entre los puertos otomanos. Las capitulaciones otomanas casi contemporáneas ante potencias europeas como Gran Bretaña y Holanda (1737), el Reino de Nápoles (1740), Dinamarca (1756) y Prusia (1761) compensaron y equilibraron las capitulaciones concedidas a Francia en 1740.

## Estado
Las capitulaciones significaban aquello que estaba dispuesto bajo distintos títulos; la frase turca otomana era ahid nameh (عهيد نامه), mientras que un "tratado" era mouahede (معاهده). Esto último significó, y lo primero no, un compromiso recíproco.[cita requerida]
Según las capitulaciones y los tratados que las confirmaban, celebrados entre la Puerta y otros estados, los extranjeros residentes en Turquía estaban sujetos a las leyes de sus respectivos países.
Así, aunque las capitulaciones turcas no fueron en sí mismas tratados, por la confirmación posterior adquirieron la fuerza de naturaleza comercial duradera en lugar de naturaleza personal; la conversión de derechos permisivos en perfectos; Las cuestiones relativas al contrabando y al comercio neutral se expresan en términos definidos.

## Abolición
En 1914, el Comité de Unión y Progreso abolió las capitulaciones en el Imperio Otomano e introdujo políticas económicas que beneficiarían a la economía otomana.
En lo que respecta a Turquía, las capitulaciones fueron abolidas por el Tratado de Lausana (1923), específicamente en el artículo 28:

Each of the High Contracting Parties hereby accepts, in so far as it is concerned, the complete abolition of the Capitulations in Turkey in every respect.
Cada una de las Altas Partes Contratantes acepta por la presente, en lo que a ella respecta, la abolición completa de las Capitulaciones en Turquía en todos los aspectos.

Las capitulaciones en Egipto finalizaron en 1949 como se estipuló en la Convención de Montreux sobre la abolición de las capitulaciones en Egipto en 1937.

## Lista de capitulaciones
Se firmaron tratados capitulatorios con los siguientes estados:
| - Venecia (1454) - Francia (1535, 1673, 1740) - Inglaterra (1579, 1675) - Países Bajos (1612, 1634, 1680) - Austria (¿1615?) | - Rusia (1711, 1783) - Suecia (1737) - Cerdeña (1740, 1825) - Dinamarca (1746 o 1756) - Prusia (1761) - España (1782) | - Reino Unido (1809) - Estados Unidos (1830) - Bélgica (1838) - Liga Hanseática (1839) | - Portugal (1843) - Grecia (1854 o 1855) - Brasil (1858) - Baviera (1870) |